# 4-Nitroacetanilid
4-Nitroacetanilid ist eine chemische Verbindung aus der Gruppe der Carbonsäureamide.

## Gewinnung und Darstellung
4-Nitroacetanilid kann durch Nitrierung von Acetanilid mit Schwefelsäure (wobei auch 2-Nitroacetanilid entsteht) oder mit Salpetersäure und Essigsäure, mit Nitriersäure, mit Salpetersäure und Phosphorpentoxid, mit Guanidiniumnitrat oder mit Acetylnitrat gewonnen werden.
Sie kann auch aus 4-Nitroanilin durch Acetylierung mit Essigsäure, Acetylchlorid, Acetylbromid, Essigsäureanhydrid oder Keten hergestellt werden.
Weiterhin kann sie durch Curtius-Umlagerung von 4-Nitrobenzoylazid und anschließende Acetylierung, durch Schmidt-Reaktion von 4-Nitroacetophenon, Oxidation von N-Acetyl-1,4-phenylendiamin, Reduktion von 4-Nitrophenylazid mit nachfolgender Acetylierung oder in der Kupfer-vermittelten Kupplung von 4-Iodacetanilid mit Tetrabutylammoniumnitrat gewonnen werden.

## Eigenschaften
4-Nitroacetanilid ist ein brennbarer, schwer entzündbarer, gelber, geruchloser Feststoff, der schwer löslich in Wasser ist. Er zersetzt sich bei Erhitzung, wobei Stickstoffoxide und Kohlendioxid entstehen. Die Verbindung geht exotherme Reaktionen mit starken Basen, starken Oxidationsmitteln und starken Säuren ein.

## Verwendung
4-Nitroacetanilid kann zur Herstellung anderer chemischer Verbindungen (wie zum Beispiel 4-Aminoacetanilid und Heterocyclen) verwendet werden. Sie kann auch als Testsubstrat für die enzymatische Amid-Bindungsspaltung und zur Erzeugung (durch Reaktion mit konzentrierter Schwefelsäure) von Pharaoschlangen benutzt werden.

## Externe Links zu erwähnten Verbindungen
1. ↑  Externe Identifikatoren von bzw. Datenbank-Links zu 2-Nitroacetanilid:  CAS-Nr.: 552-32-9, EG-Nr.: 209-009-6, ECHA-InfoCard: 100.008.191, PubChem: 11090, ChemSpider: 10619, Wikidata: Q27286995.
2. ↑  Externe Identifikatoren von bzw. Datenbank-Links zu 4-Nitrobenzoylazid:  CAS-Nr.: 2733-41-7, PubChem: 102323, Wikidata: Q81990143.
3. ↑  Externe Identifikatoren von bzw. Datenbank-Links zu 4'-Nitroacetophenon:  CAS-Nr.: 100-19-6, EG-Nr.: 202-827-4, ECHA-InfoCard: 100.002.571, PubChem: 7487, ChemSpider: 21106581, Wikidata: Q27103872.
4. ↑  Externe Identifikatoren von bzw. Datenbank-Links zu 1-Azido-4-nitrobenzol:  CAS-Nr.: 1516-60-5, PubChem: 137049, Wikidata: Q83033902.
5. ↑  Externe Identifikatoren von bzw. Datenbank-Links zu 4'-Iodoacetanilid:  CAS-Nr.: 622-50-4, EG-Nr.: 612-973-4, ECHA-InfoCard: 100.110.183, PubChem: 12147, Wikidata: Q72484310.